# Mercedes-Benz BlueZERO
Mercedes-Benz BlueZERO — серия из трёх концепт-каров от компании Mercedes-Benz, представленная на Североамериканском автосалоне в 2009 году.

## История
Автомобиль Mercedes-Benz BlueZERO был представлен публике на Североамериканском автосалоне в 2009 году с тремя вариантами двигателей, совмещающих общую архитектуру, но различные виды двигателей: гибридный (BlueZero E-Plus Cell, 600 км), электро (BlueZero E-Cell, 35 кВт/ч, заряд на 200 км) и водородный (BlueZero F-Cell, 400 км на полном баке). Все три версии автомобиля являются переднеприводными. Максимальный крутящий момент составляет 320 Н·м.
Электродвигатели автомобиля включают наиболее современные литий-ионные аккумуляторы (на момент выпуска) с жидкостным охлаждением и ёмкостью до 35 кВт. Максимальная мощность электромотора составляет 100 кВт (непрерывная отдача в 70 кВт). При этом автомобиль способен развивать скорость в 100 км/ч за 11 секунд. Подзарядка батареи происходит примерно за 1 час. Максимальная скорость автомобиля составляет 150 км/ч.
По словами Дитера Цетше «компания Mercedes-Benz является единственным в мире производителем автомобилей, уже имеющим все ключевые технологии для производства электрических автомобилей, которые практичны в повседневном использовании».
Автомобиль BlueZERO был разработан в рамках совместного проекта концерна Daimler AG и Evonik Industries (у последнего были позаимствованы батареи и идея гибридного двигателя). Помимо уже представленных вариантов компания Mercedes-Benz рассматривала расширение линейки версией F-Cell Roadster в рамках B-класса.
В 2014 году во всём мире стартовали продажи электро-версии автомобиля Mercedes-Benz B-класса, на котором был установлен литий-ионный аккумулятор от Tesla Motors.

## Архитектура
Идея BlueZERO основана на единой модульной архитектуре двигателей и наличии двух полов, между которыми они расположены («сэндвич»). Подобный подход даёт возможность получить низкий центр массы, а также оставляет достаточно пространства для внутренней отделки автомобиля. Кроме того замена одного типа двигателя на другой представляет собой простейшую задачу. Несмотря на расположение всех основных компонентов трансмиссии между осями, концепт BlueZERO добился чрезвычайно высоких показателей в стандартах безопасности пассажиров.
Размер автомобиля составляет 4.22 метра в длину, 1.89 в ширину и 1.59 в высоту. Полезная нагрузка составляет 455 кг. Объём багажника равен 500 литрам.

## Цветовая гамма
Идею экологичности автомобили инженеры компании Mercedes-Benz подчеркнули путём введения трёх новых цветов ALU-BEAM. Каждый вариант двигателя имеет собственный цвет: BlueZERO E-Cell окрашен в жёлтый, BlueZERO F-Cell — в зелёный, а BlueZERO E-Cell PLUS — в оранжевый.

## Воздействие на окружающую среду
Двигатели Mercedes-Benz BlueZERO имеют минимальное, почти отсутствующие показатели выбросов углекислого газа. Они схожи с иными гибридными двигателями по низкому уровню загрязнения окружающей среды и большой экономией топлива, в отличие от бензиновых/дизельных двигателей внутреннего сгорания. Кроме того, автомобильные батареи имеют способность автоматически подзаряжаться во время движения с частыми остановками благодаря генератору на двигателе F-Cell.
Автомобиль BlueZERO способен значительно экономить заряд электроэнергии за счёт отключения его электродвигателя в тот момент, когда он остановлен перед светофором с красным сигналом.

## Галерея

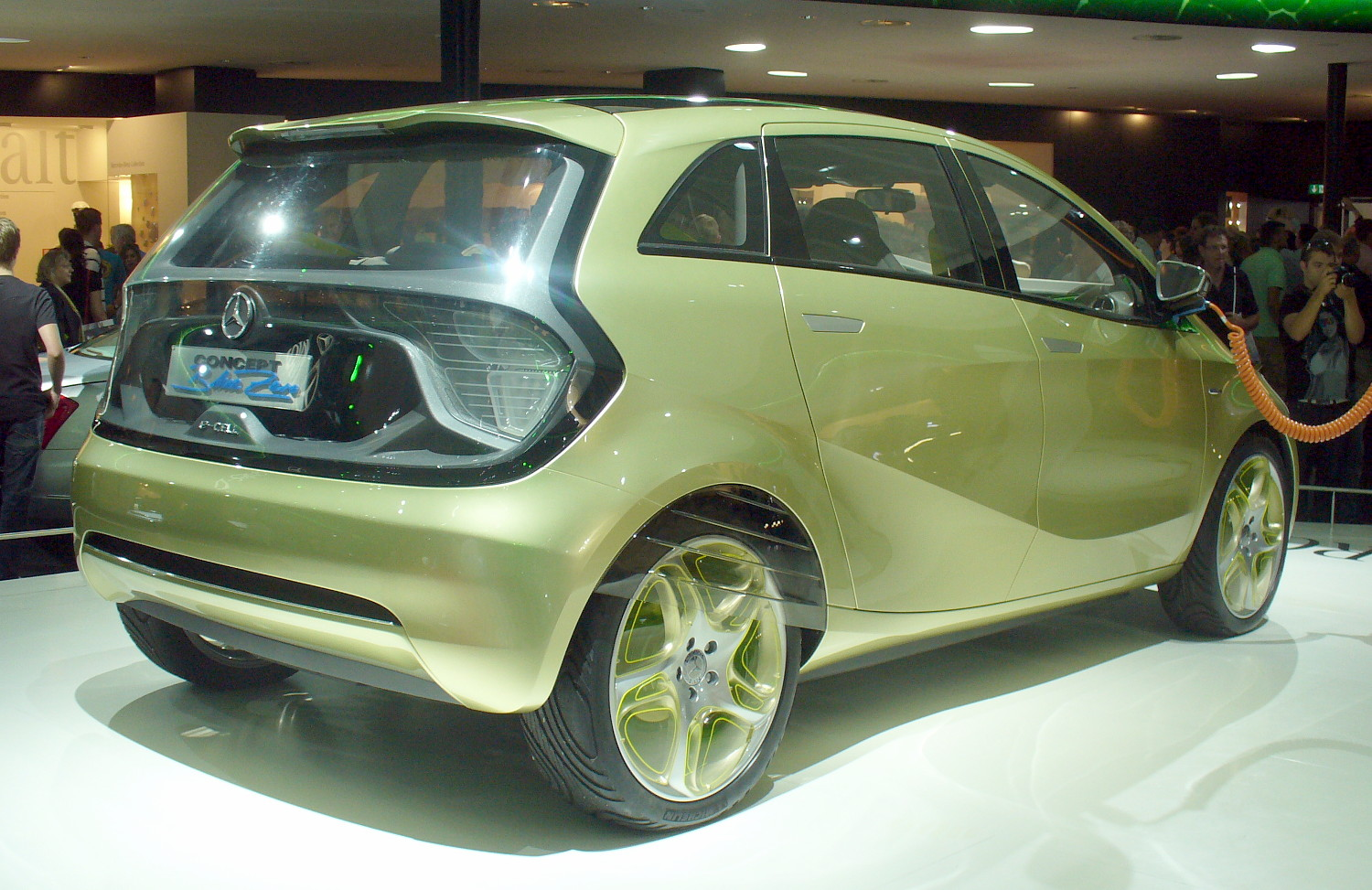
Mercedes-Benz BlueZERO, вид сзади
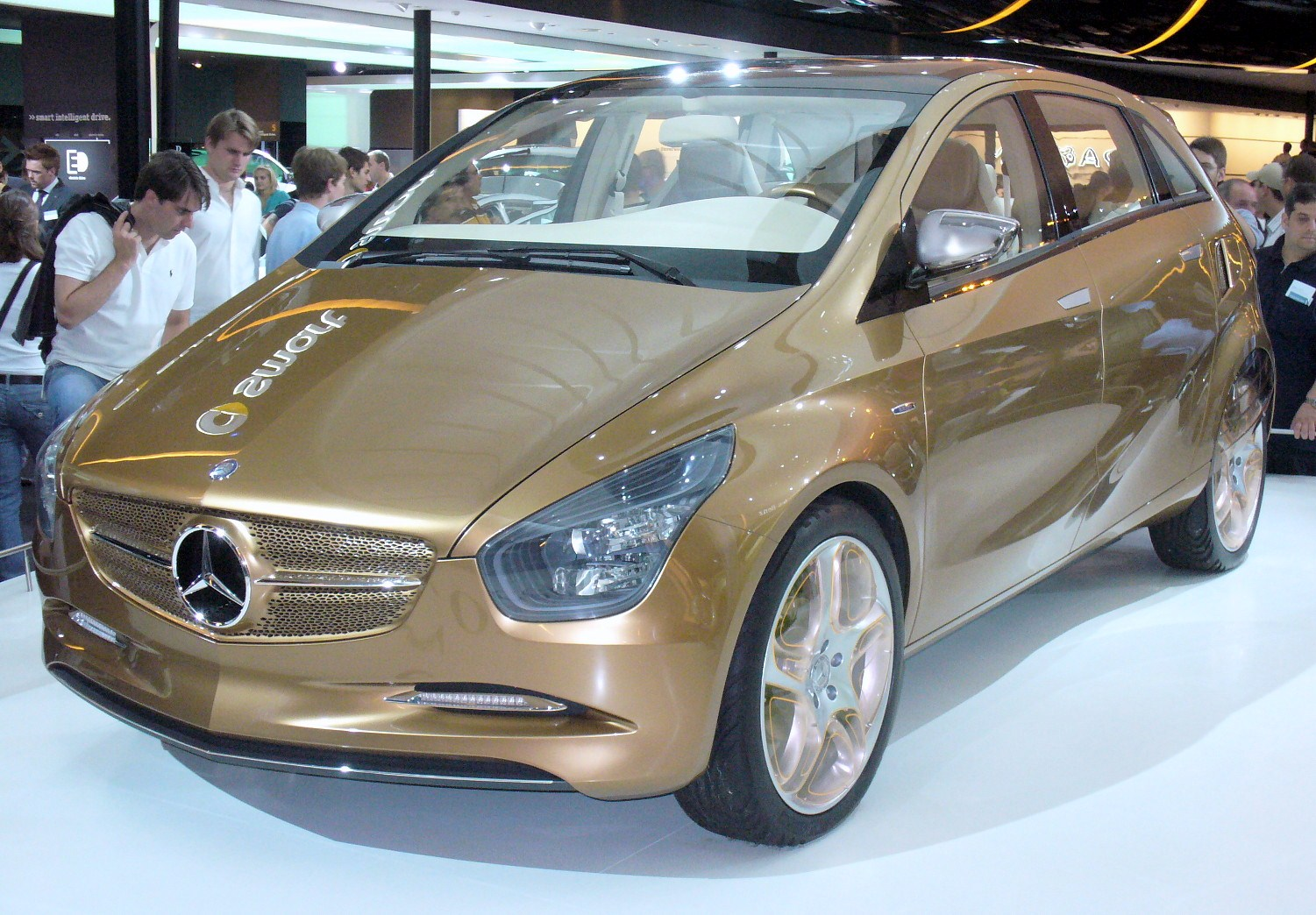
Mercedes-Benz BlueZERO E-Cell PLUS
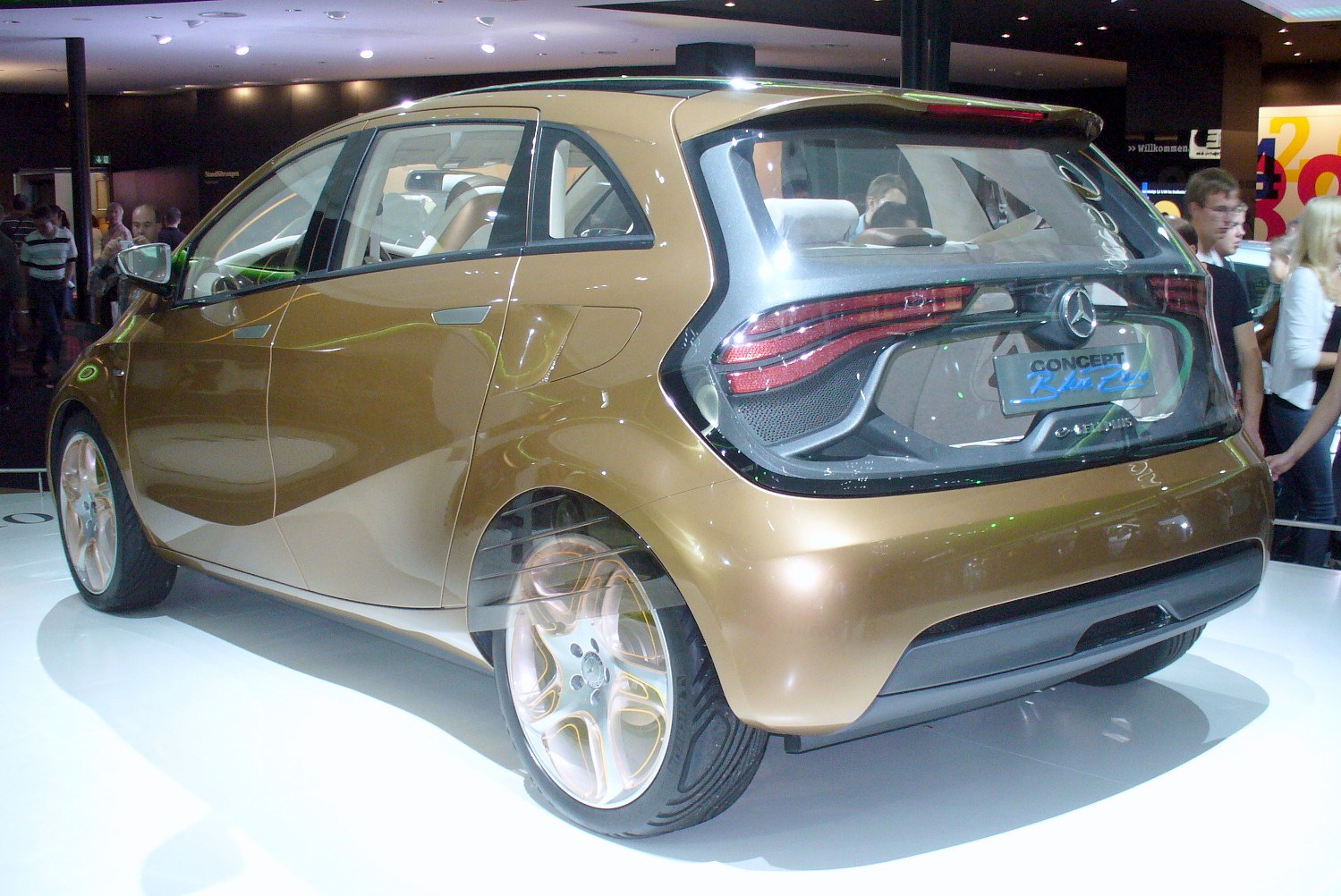
Mercedes-Benz BlueZERO E-Cell PLUS, вид сзади
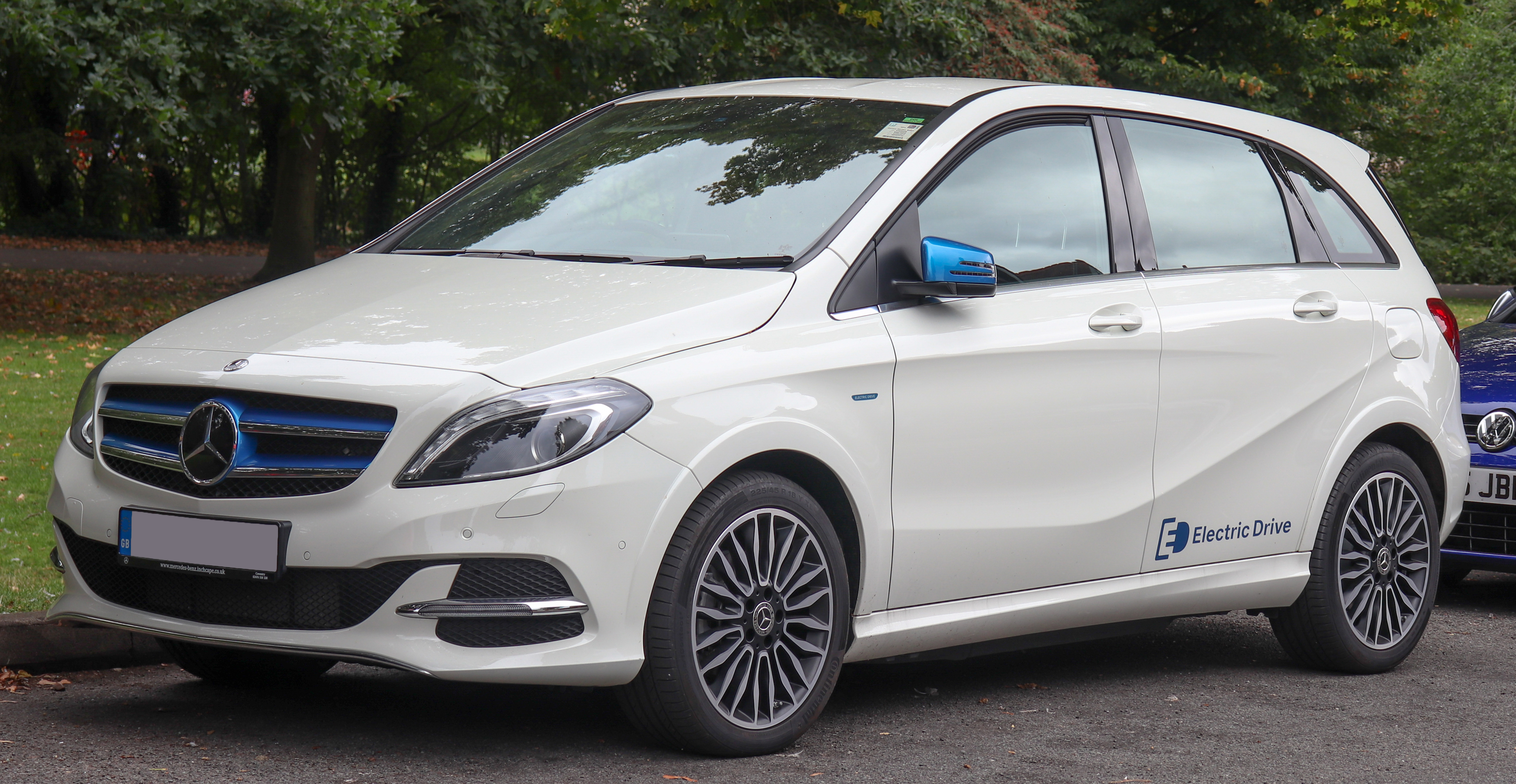
Mercedes-Benz B-Class с электродвигателем
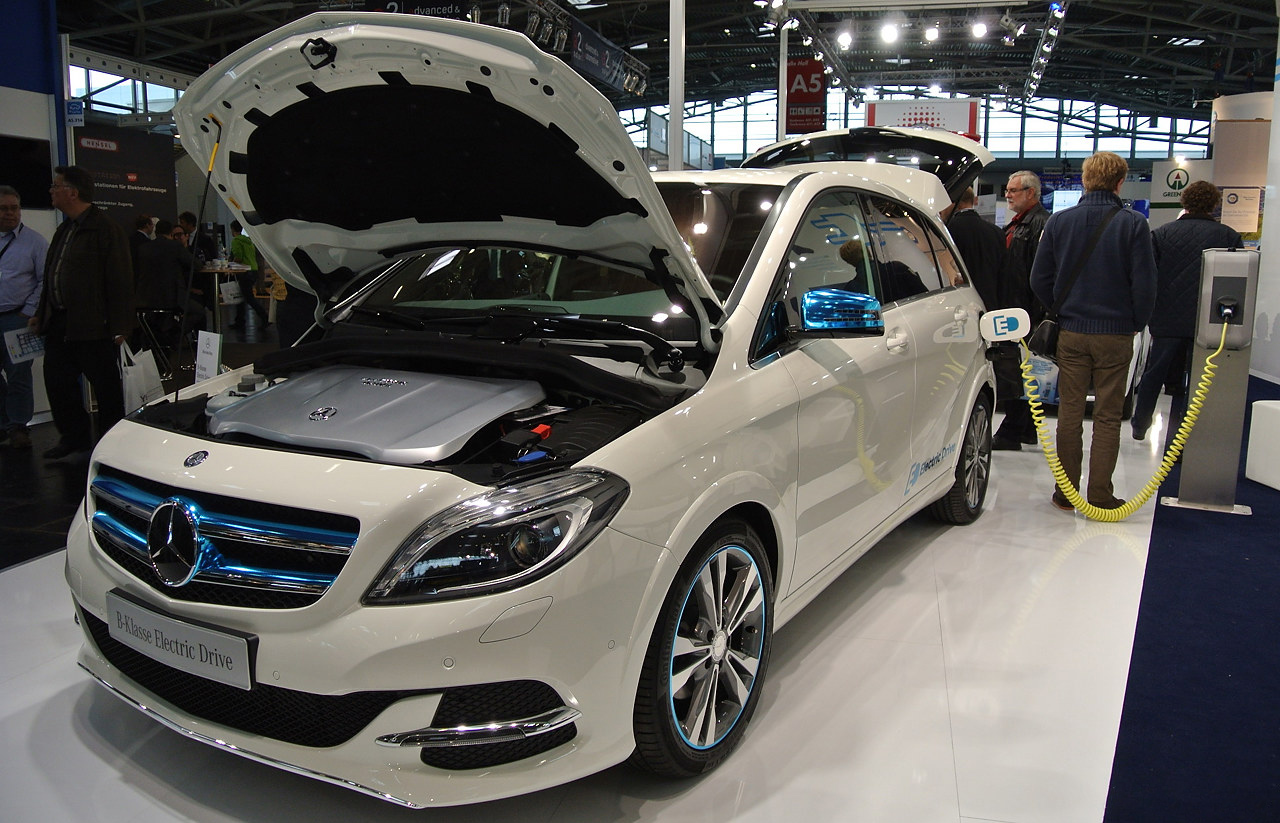
Mercedes-Benz B-Class с электродвигателем, 2013 г.